# Joseph Charles Joubert de la Bastide
Joseph Charles Joubert de la Bastide (provincie Limousin, circa 1650-1660 - Parijs, 3 juni 1722), markies van Châteaumorand, was vice-admiraal voor het koninkrijk Frankrijk. Tevens was hij gouverneur van de Franse kolonie Saint-Domingue (1716-1718), het latere Haïti.

## Levensloop

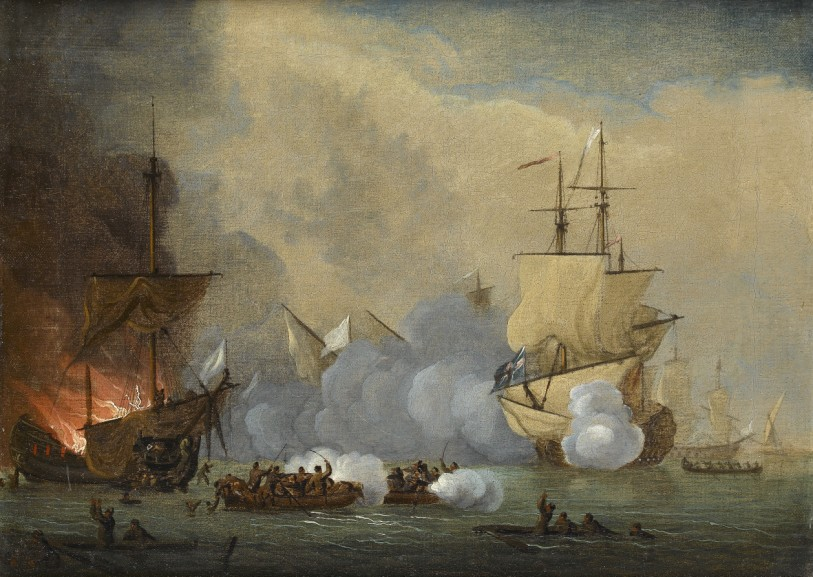
Zeeslag bij Málaga (1704) waar kapitein Joubert vocht

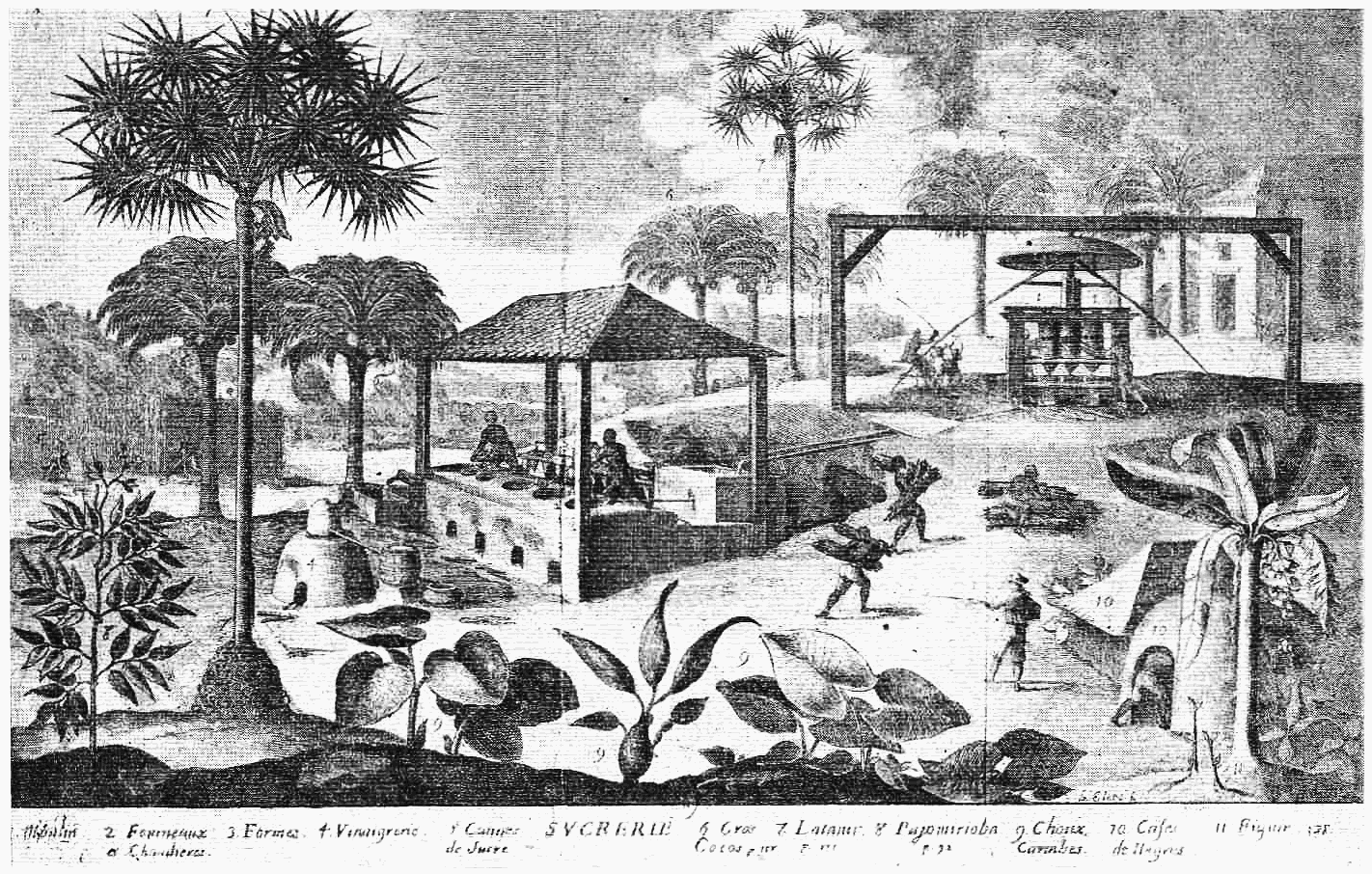
Suikerrietplantage van Franse kolonisten in Saint-Domingue, het latere Haïti

Bij zijn geboorte had Joubert de adellijke titel heer van Châteaumorand. Joubert startte zijn militaire carrière bij de Orde van Malta, een Orde waarin zijn familie vertegenwoordigd was. Zijn ouders waren Annet Joubert de la Bastide, baron van Châteaumorand en dame Françoise de Costentin de Tourville.
Na zijn periode bij de Orde van Malta stapte hij over naar de vloot van het koninkrijk Frankrijk (1672). Zoals zijn broers en zijn oom, de Tourville, vocht hij in zeeslagen van koning Lodewijk XIV. Zijn oom de Tourville was zijn mentor en Joubert volgde hem tijdens diens expedities. Zo nam Joubert deel aan de zeeslag bij Beachy Head (bij de winnende partij) en aan de zeeslagen bij Barfleur en La Hougue (bij de verliezers). Deze zeeslagen maakten deel uit van de Negenjarige Oorlog (1688-1697). Joubert ontving van koning Lodewijk XIV de Orde van de Heilige Lodewijk (1693). De oorlog werd besloten met de Vrede van Rijswijck (1697), waarbij de Fransen het westelijk deel van het eiland Saint-Domingue annexeerden, het latere Haïti. Een jaar later besliste de koning tot de oprichting van de Compagnie de Saint-Domingue. Deze compagnie ontwikkelde suikerrietplantages, wat gepaard ging met slaventransport naar het eiland en suikertransport naar Frankrijk. Saint-Louis-du-Sud werd het zwaartepunt van de Compagnie, omwille van de vele opslagplaatsen.
Sinds de dood van zijn oudere broer François (1699) droeg Joubert de titel van markies van Châteaumorand. De koning had zijn broer, ook een marine-officier, bevorderd van baron tot markies; Joubert werd aldus de 2e markies van Châteaumorand. Zijn oom de Tourville overleed in 1701.
Joubert vocht, als kapitein, tijdens de Spaanse Successieoorlog, ditmaal onder de leiding van admiraal Lodewijk Alexander van Bourbon, ook bekend als de graaf van Toulouse. Een poging der Fransen om de Britten te verjagen uit Gibraltar, draaide op niets uit; een Brits-Nederlandse vloot verhinderde dat in de zeeslag bij Málaga (1704). In 1712 werd hij bevorderd tot vice-admiraal. Vanaf 1713 had de welvarende kolonie Saint-Domingue een gouverneur apart van deze van de Kleine Antillen.
In 1716 zond de Regentenraad van de minderjarige Lodewijk XV hem naar Saint-Domingue om de kolonie te besturen als gouverneur. Vanaf 1717 was Joubert in functie. Het was de periode van economische groei van Saint-Domingue. Om gezondheidsredenen reisde hij al terug naar Frankrijk in 1719. Hij keerde nooit meer terug naar de Caraïben. In 1720 trad Joubert immers toe de Generale staf van de Franse strijdkrachten, met de graad van luitenant-generaal van de marine. 
Hij was gehuwd met Marie de Lopriac de Coëtmadeux; het echtpaar had geen nageslacht. In 1722 trad hij toe tot de Orde van Sint-Lazarus van Jeruzalem. Datzelfde jaar stierf hij in Parijs. 